# USS Forrest (DD-461)
Эскадренный миноносец «Форрест» (англ. USS Forrest (DD-461)) — американский эсминец типа Gleaves.
Заложен на верфи Boston Navy Yard, Бостон 6 января 1941 года. Спущен 14 июня 1941 года, вступил в строй 13 января 1942 года.
15 ноября 1944 года переклассифицирован в быстроходный тральщик DMS-24. 27 мая 1945 года тяжело поврежден японскими камикадзе у острова Окинава. Не восстановлен.
Выведен в резерв 30 ноября 1945 года. Из ВМС США исключён 19 декабря 1945 года.
Продан 20 ноября 1946 года и разобран на слом.